# Башня Индия
Башня Индия (ранее известная как Парк хайят тауэр) — проект сверхвысокого небоскрёба, который собирались построить в городе Мумбаи, штат Махараштра, Индия. Согласно проекту предполагалось, что по завершении строительства (после 2016 года) башня превзойдёт Международный финансовый центр Пинань в городе Шэньчжэнь, Китай и будет второй в мире по высоте, уступая только башне Бурдж Халифа в Дубае, ОАЭ.
В январе 2010 года Муниципальная корпорация большого Мумбаи (англ.) официально дала старт строительству небоскрёба на Чарни-роуд (англ.) в Гиргаоне (англ.), к северу от исторического центра города.
Проект реализовывался риэлторской группой Dynamix Balwas (англ.) и архитекторами Б. С. Джоши и Фостером. С момента объявления о начале работы над проектом, он претерпел несколько изменений в конструкции и сменил несколько названий.
В 2011 году стало известно, что строительство здания остановлено.
В 2015 появилось сообщение о сотрудничестве с известным дизайнером и модельером Джорджио Армани в оформлении интерьеров здания.
Стройка прерывалась несколько раз. С 16 октября 2016 года строительство не ведется, а его все пожертвованные деньги на проект были возвращены местным жителям.

## Галерея

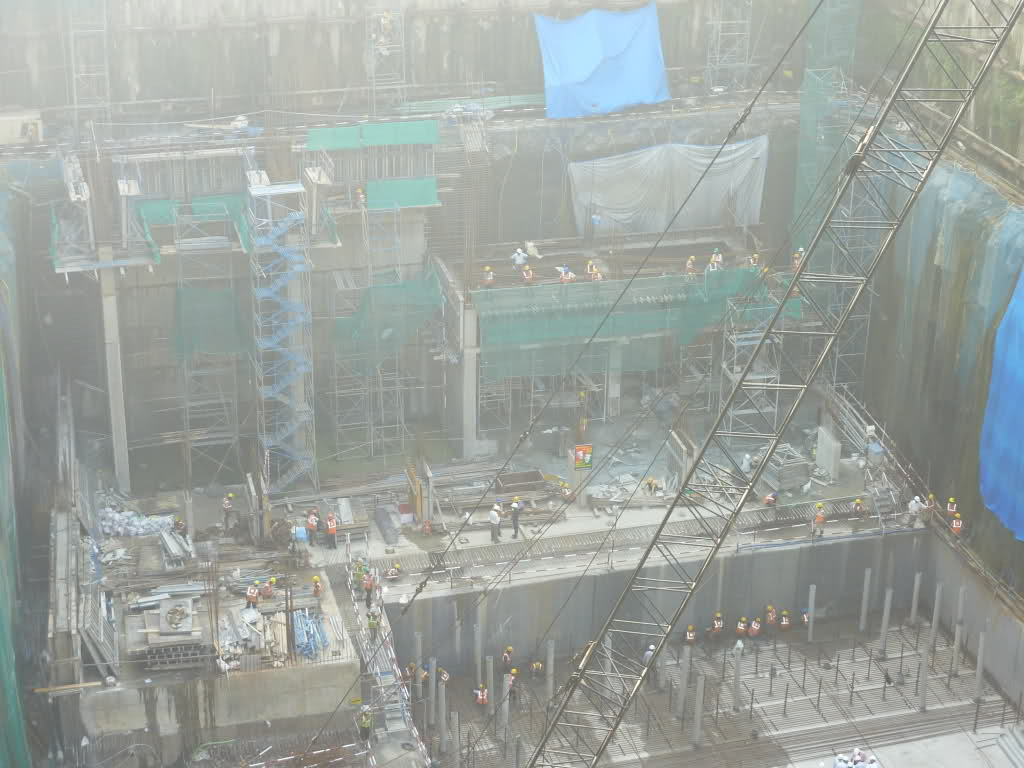
Строительство по состоянию на ноябрь 2010
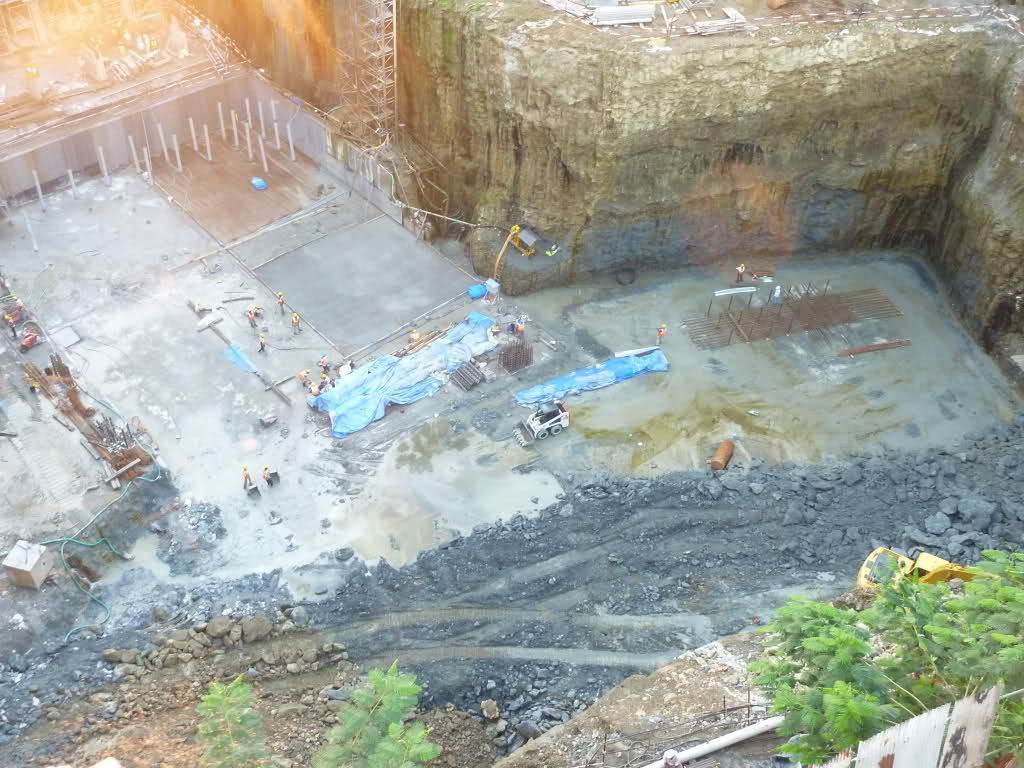
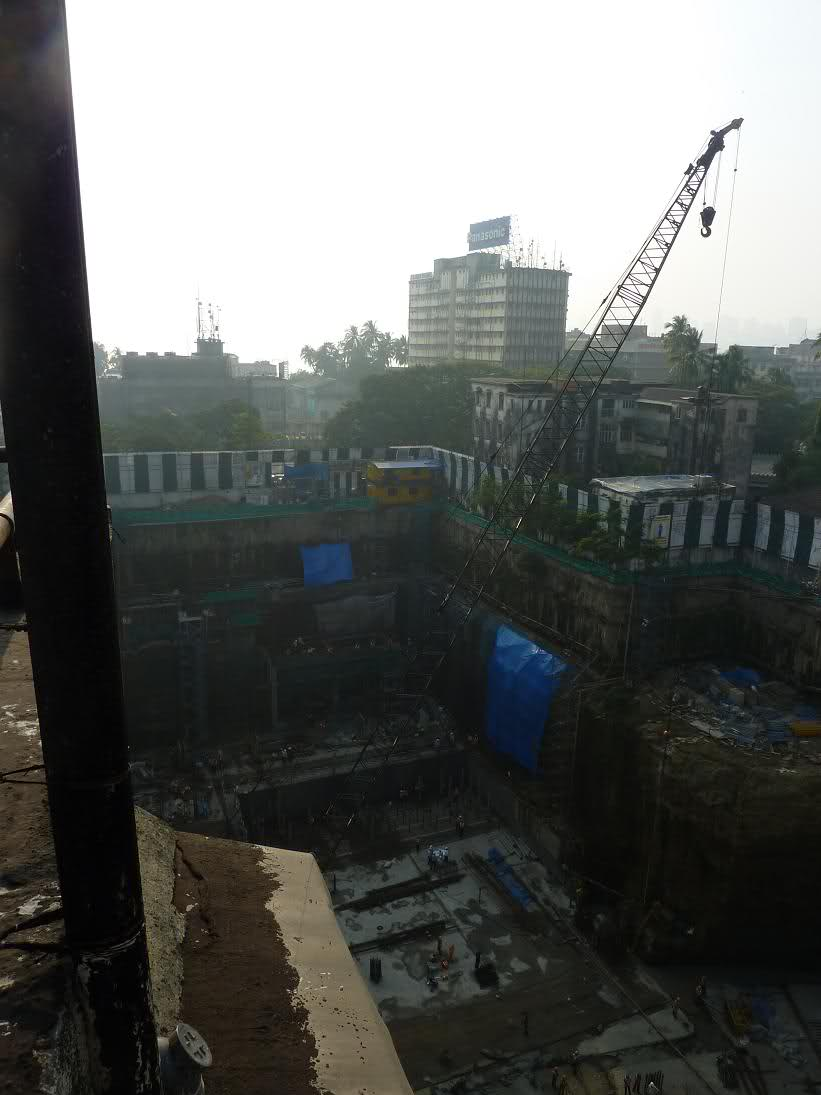
Строительство по состоянию на декабрь 2010
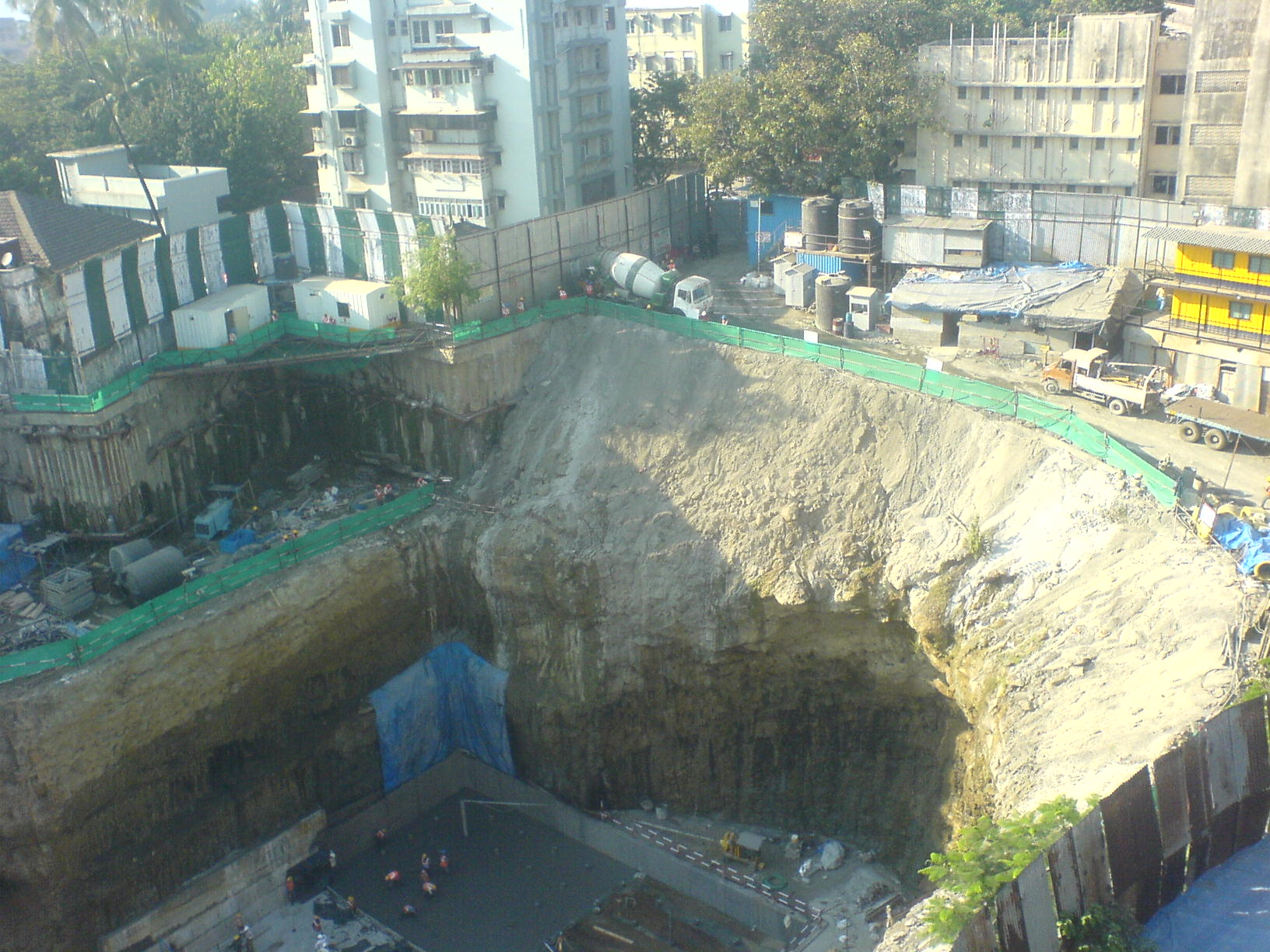